# 科姆洛德托特福卢
科姆洛德托特福卢，是匈牙利索博尔奇-索特马尔-贝拉格州所辖的一个村。总面积6.97平方公里，总人口110，人口密度15.8人/平方公里（2011年1月1日）。